# موژچانه
موژچانه (به لاتین: Możdżany) یک روستا در لهستان است که در گمینا کروکلانکی واقع شده‌است. موژچانه ۷۰ نفر جمعیت دارد.